# B.C.リッチ

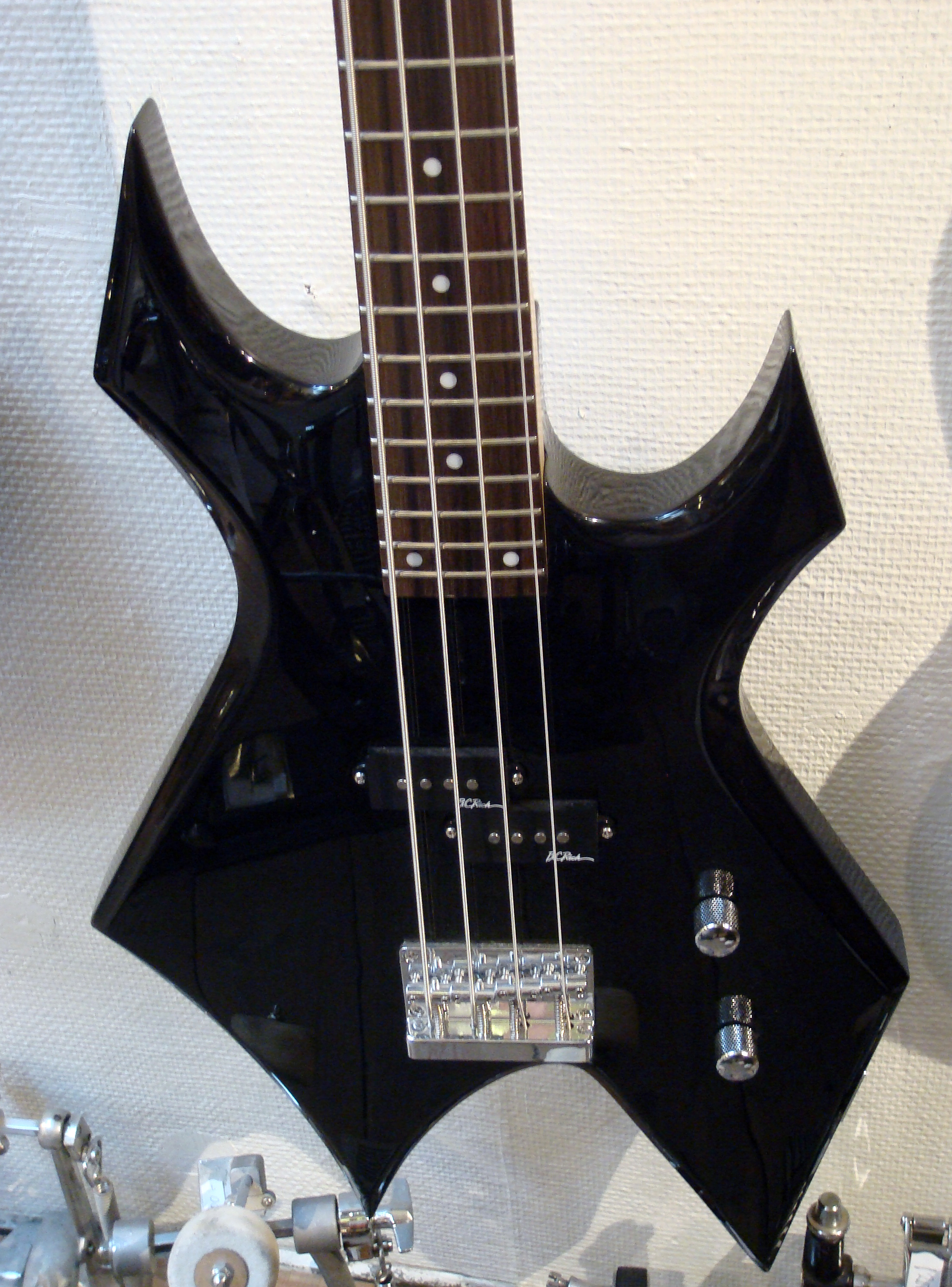
ワーロック・ベース

B.C. リッチ（英：B.C. Rich Guitars）は1969年にBernardo Chavez Ricoによって設立されたアメリカのエレクトリックギターおよびエレクトリックベースを製造するメーカー。同社は1970年代に変形シェイプのギターを作り始め、10年間でヘヴィメタルの人気を基に露出して以来、音楽シーンにリンクしてきた。2000年代にケンタッキー州ヘブロンに本社を置く流通会社Hanser Music Groupが買収する前に、同社は1990年代に所有者を一時的に転換。BC Richはその後、カリフォルニア州オレンジに本拠を置くPraxis Musicalに買収された。ハイエンドモデルはアメリカ製のカスタムメイドだが、中・低予算モデルは韓国、中国等アジア各地で生産されている。多くのモデルが鋭角に尖った独特のルックスをしており、スラッシュメタルやデスメタルなどのヘヴィメタル系ミュージシャンから根強く支持されている。

## 主なモデルの特徴
モッキンバード、アイアンバード、イーグル、ワーロックなど「変形」とされるボディーシェイプを特徴とするが、過激なシェイプに反して、ストラトキャスターを始めとする伝統的なギターと変わらない重量バランス、弾きやすさを備えている。又、BC Richはヒールレスジョイントのパイオニアでもあり、当初は全モデルをリッケンバッカーとジャクソン同様、スルーネック構造としていたが、2024年現在では価格や人気などを考慮してセットネックやボルト・オン構造のモデルもラインナップされている。また、豊富なスイッチ類を備えており、各PU用のデュアルサウンド(音色を変える)スイッチやゲインブースターなど計10種ものスイッチが付いた機種もあり、内部にあるピックアップやトーンコントロールなど、カスタムバッテリー駆動のアクティブなエレクトロニクスを使用していた。バーニーリコの下請業者であったニールモーザーは骨細工部品やカスタムショップで多くのセットアップを手伝ってくれた。彼のデザインの一つであるRich Bichのような翼のあるギターに足を付け加えた。彼らのギターは、エレクトリックギターのタイプに似たスタイル（例えば、Telecaster- スタイルのブラスター）を、ハーレーダビッドソンのガソリンタンクの形をしたボディを持つファットボブのような珍しいスタイルに変えた。
シーガル
Bernie Ricoによってデザインされた。ギタリストのディックワグナーは、Aerosmithの " Train Kept A-Rollin "や "Dream On" のリメイクでリードギターを担当していた。
当初、ピックアップはGibson製で、4芯仕様として配線され、鉢植えになっていた。その後、ギルドのピックアップも同じように扱われた。1974年から1975年まで、いくつかのカスタムギター・モデル、そして1975年から1982年まで、多くのベース・ギターにはカリフォルニア州パシフィック・パリセーズのSergioZuñicaによって設計された調節可能なポール・ハムバッカー・ピックアップが装着された。1975年、DiMarzioはBC Rich用のロウ付き4芯式ピックアップを製作することに合意し、BC Richが1980年代後半に独自の設計を開始するまで使用された。1970年代初めに、Neal Moserがエレクトロニクスの設計のために参加した。彼の貢献は、コイルタップ、フェーズスイッチ、バリトン（Varitone）、アクティブプリアンプ（一部のモデルでは2つ）の設定だった。このエレクトロニクスパッケージは現在でもハイエンドモデルで継続されている。
シーガルのボディ形状は、椅子に座って演奏すると鋭い上点と鋭い下点のために人間工学的では無かった為、滑らかな形状、単純なエレクトロニクスに再デザインされ、イーグルに発展した。
ロットナンバーは、年から始まり、生産数で終わる6桁の刻印された番号（500037は1975年に作られた37番目のギターになる）として始まった。BCRのシリアライゼーションに関する多くの言及は、この点を配慮していない。1976年から、その番号は生産年数（YYXXX）から始まった。長年に渡って1000種類以上のギターが製作されてきたため、1980年代には不正確になり、4年後に完成した（つまり、88xxxギターは1984年に作られた）。GMW（Neal Moser）は、年を経て拒絶され、修理されたボディから作られたストックを供給したが、同社は1989年にクラス・アックスによって買収された後、数年間にわたり手作りのスルーネックモデルの生産が中止された。Class Axeが引き継いだ後、アメリカ、アジアでボルトオンのギター用に作られたさまざまなシリアルスキームがあった。
イーグル
上記の通り、シーガルのボディ形状改良モデル。このモデルは、ブラッド・ウィットフォードのエアロスミスやニール・ジラルド（夫パット・ベネターまた彼女の初期のアルバムやビデオのいくつか）、KISSのポール・スタンレー、山本恭司、スペクトラムの西慎嗣らが使用した。ベースギターも有り。
モッキンバード
ジョニー「ゴーゴー」ケッセルによって設計された。AerosmithのJoe Perryによって人気を集めた。Mockingbirdモデルは、Guns N 'Rosesのリード・ギタリスト、スラッシュがユア・ユー・イリュージョン・ワールドツアーで演奏して、後の1990年代初めに復活した。
ビッチ
「Bich」10弦ギターは、1974年から1985年までバーニーリコ（BCリッチ）の下請業者であるニールモーザーによって開発された。BCリッチ在籍時代、モーザーは最初のBichプロトタイプを考案、設計、構築した 。このデザインは、BCリッチが所有したものではなく、モーザーからライセンス供給されたものだった。ギターは、1978年のNAMMショーでカスタムオーダーモデルとして「Rich Bich」として紹介された。
オリジナルのBichは6コースのギターだが、副弦付のコースが4つあり、E（1弦）とB（2弦）の弦はユニゾンペアとして、G（3弦）とD（4弦）の弦は12弦ギターの一番上の4つのコースのように、主弦とオクターブ弦のペアとして張られている。A（5弦）およびE（6弦）ストリングは単一弦のコース。この珍しい仕様は、12弦ギターの明るさを得る一方で、音が濁る前に、より高いレベルの歪みを与えると言われた。
Bichには、主弦用に通常の6弦ヘッドストックがあり、4つの追加弦は、ブリッジを過ぎてボディ下部に配置されたペグによって調整され、チューナーへのアクセスを可能にする大きな角度ノッチがある。この過激なボディ形状は、余分なペグの重量のために、ヘッドに全てのペグを配置した一般的な12弦ギター等がヘッドヘビーになるという傾向にも対抗した。
このデザインは程々の成功を収めたが、多くのプレイヤーがボディ形状のためにそれを購入し、副弦を取り除き、BCリッチは最終的に、ビッチのボディ形状の6弦モデルをリリースした。すべてのBichバリアントは、ボディネックと2つのハムバッキングピックアップを備えたハードテイルギターで、10弦モデルは、仕上げとコントロールの詳細が異なる。
Neal MoserとHHI Holdings Inc./BC Richの訴訟が解決し、Moser Custom GuitarsとHHI / BC Richが独自のバージョンのBich 10弦および6弦ギターを製作する権利を与えた。NealMoserは元の本文テンプレート。モーザーカスタムショップ「モーザー10」とBCリッチビッチ「PMS」モデルは、1985年以前のオリジナルの「リッチビッチ」に最も近い仕様である。「Moser 10」モデルは、HHI / BC Rich「R」ロゴヘッドストックインレイに対して、ヘッドストックに「M」ロゴインレイが付いている。
10弦Bichのユーザーには、Joe Perry（Aerosmith）、Dave Mustaine（Megadeth）、Chris Poland（Megadeth）、Manny Charlton（Nazareth）、George Kooymans（Golden Earring）らが居る。
80年代にはFERNANDES、GRECO、アリアプロIIから精密なコピーモデルが発売されていた。
2019年モデルより「RICH “B”」に名称を変更。
 BC Rich Bich "PMS" 10弦プロトタイプ 
10弦ギター「Rich Bich」の25周年記念リリースを祝うために、HHI / BC Richは元のBC Rich弦楽器製作者Neal MoserとSal Gonzalesと契約して、Bich 10弦のオリジナルプロトタイプ25本のハンドメイド複製のモデル。これらの手作りのギターは、元のプロトタイプモデルと同じエキゾチックな木材（黒アフリカクルミ、カエデ、ブラジリアンローズウッド）を使用して、ニールモーザーの1978年オリジナルのボディテンプレートから製造された。
Neal MoserとHanser Music Group間の契約上の問題により、PMSモデルのうち16本が生産された。これらは、生産数が限られているため、BC Richコレクターによって高く評価されている。元のプロトタイプは現在ダンローレンスが所有している。
Dave Mustaine（Megadeth）は、1980年代初期を通じて、Bichの10弦のバリエーションを使用することが知られていたが、4つの追加の弦は削除されていた。伝えられるところでは、ギターはムステインの知らないうちに、メガデスのリードギタリスト、クリスポーランドによって質を落とされ、解雇に至った。ギターの現在の行方は不明。
ワーロック
ワーロック・モデルを1980年代初めに導入したことで、BC Richはヘヴィメタル・ミュージックのジャンルに押し上げられた。著名な初期のプレーヤーにはMick MarsとNikki SixxのMötleyCrüe、Lita Ford、Paul StanleyのKISS（ミラートップが壊れている）、Craig Goldy of DioとGiuffria、若いpre- Les Paul playing Slashが含まれていた。その人気は、スレイヤーのケリー・キングこれにバリエーションがあり、BC Rich Revenge Warlockはメープルネック、ローズウッドのフレットボード、マホガニーのボディを持ち、クロームハードウェアを備えている。また、それは本物の未亡人の主人公を持っている。
アイアンバード
1983年にジョーイ・リコによってデザインされたIronbirdは、Morbid AngelのTrey Azagthothを含むヘビーメタル・ギタリストの間で人気を博した。元のモデルは尖った逆ヘッドストックを持っていたが、21st Centuryバージョンは通常の尖ったヘッドストックを持っていた。
アクリルシリーズ
これらのギターは完全にアクリルで作られていて、そのボディは透明であり、内部エレクトロニクスを透過することができる。オリジナルのアクリルモデルは、木製のヘッドストックを備えたメタルネックの標準的なボルト留めを特徴としていたが、後のモデルでは本体と同じ色にマッチし、ギターの全体的な外観をより魅力的にするアクリル製のヘッドストックが特徴だった。アクリル製の緻密な（アクリルの比重は1.18グラム/ cm 3であり、ほとんどの森より降真の履歴書、森のおそらく最も重い物は、約1.23グラム/ cm 3とされているギターが重くなる）。2006年、BC RichはIT（Invisibolt Technology）シリーズを発表した。このシリーズでは、ネックはボデイの中にボルトで固定されている。スルーネックだが、ネックジョイントはまだ見える。ボルト締めとスルーネックの両方の要素を組み合わせている。
マリオン
コストパフォーマンスの良い日本企画。レスポールジュニアのようなダブルカッタウェイシェイプ、菱形インレイ、22フレット、バダスブリッジとTOMブリッジのものが有った。ベースギターも存在した。
ASM
ディンキータイプ。ハムバッカー×2、ブリッジは数仕様あるが、フロイドローズタイプが多い。

## 主なエンドース契約ミュージシャン
- ケリー・キング（スレイヤー）
- スラッシュ（ガンズ・アンド・ローゼズ、ヴェルヴェット・リヴォルヴァー）
- マシュー・タック（ブレット・フォー・マイ・ヴァレンタイン）
- フィル・キャンベル（モーターヘッド）
- エリック・ルータン（ヘイト・エターナル、元モービッド・エンジェル）
- チャック・シュルディナー（デス、コントロール・ディナイド）
- パット・オブライエン（カンニバル・コープス）
- パオロ・グレゴレット（トリヴィアム）
- ロード・アーリマン（ダーク・フューネラル）
- チャック・モル（ダーク・フューネラル）
- トニー・ラザロ（ヴァイタル・リメインス）
- デイブ・スズキ（ヴァイタル・リメインス、元ディーサイド）
- アレックス・カマルゴ（クリジウン）
- モーセス・コレスネ（クリジウン）
- スティーブ・スミス（ネヴァーモア）
- テランス・ホブス（サフォケイション）
- ガイ・マーケイス（サフォケイション）
- トレイシー・ガンズ（ブライズ・オブ・デストラクション）
- エリック・グリフィン（マーダードールズ）
- ヴォーテクス（ディム・ボルギル）
- ニクラス・エンゲリン (イン・フレイムス、エンゲル、元ガーデニアン)
- 鈴木研一  （人間椅子）

## 過去にB.C.Richのギターを使用していたミュージシャン
- デイヴ・ムステイン(メガデス)
- チャック・シュルディナー(デス)
- Craig Goldy
- HIDE (X JAPAN)
- 伊勢正三
- 山本恭司
- 吉田拓郎

（エリック・クラプトンがオーダーした6弦のビッチ）